# Короткое замыкание

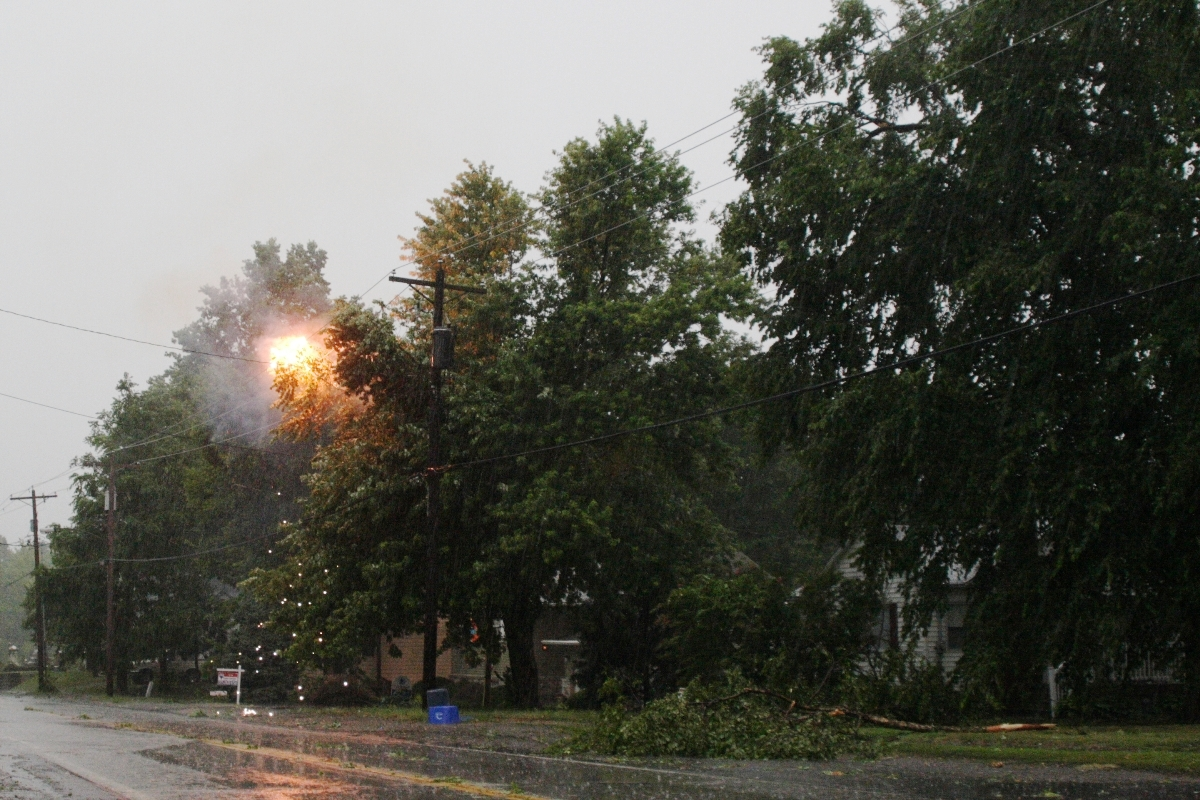
Возникновение пожара вследствие замкнутых электрических проводов

Коро́ткое замыка́ние — электрическое соединение двух точек электрической цепи с различными значениями потенциала, не предусмотренное конструкцией устройства и нарушающее его нормальную работу. Короткое замыкание может возникать в результате нарушения изоляции токоведущих элементов или механического соприкосновения неизолированных элементов. Также коротким замыканием называют состояние, когда сопротивление нагрузки меньше внутреннего сопротивления источника питания.

## Виды коротких замыканий
В трёхфазных электрических сетях различают следующие виды коротких замыканий
- однофазное (замыкание фазы на землю или нейтральный провод);
- двухфазное (замыкание двух фаз между собой);
- двухфазное на землю (две фазы между собой и одновременно на землю);
- трёхфазное (три фазы между собой)

В электрических машинах возможны короткие замыкания:
- межвитковые — замыкание между собой витков обмоток ротора или статора, либо витков обмоток трансформаторов;
- замыкание обмотки на металлический корпус.

## Последствия короткого замыкания

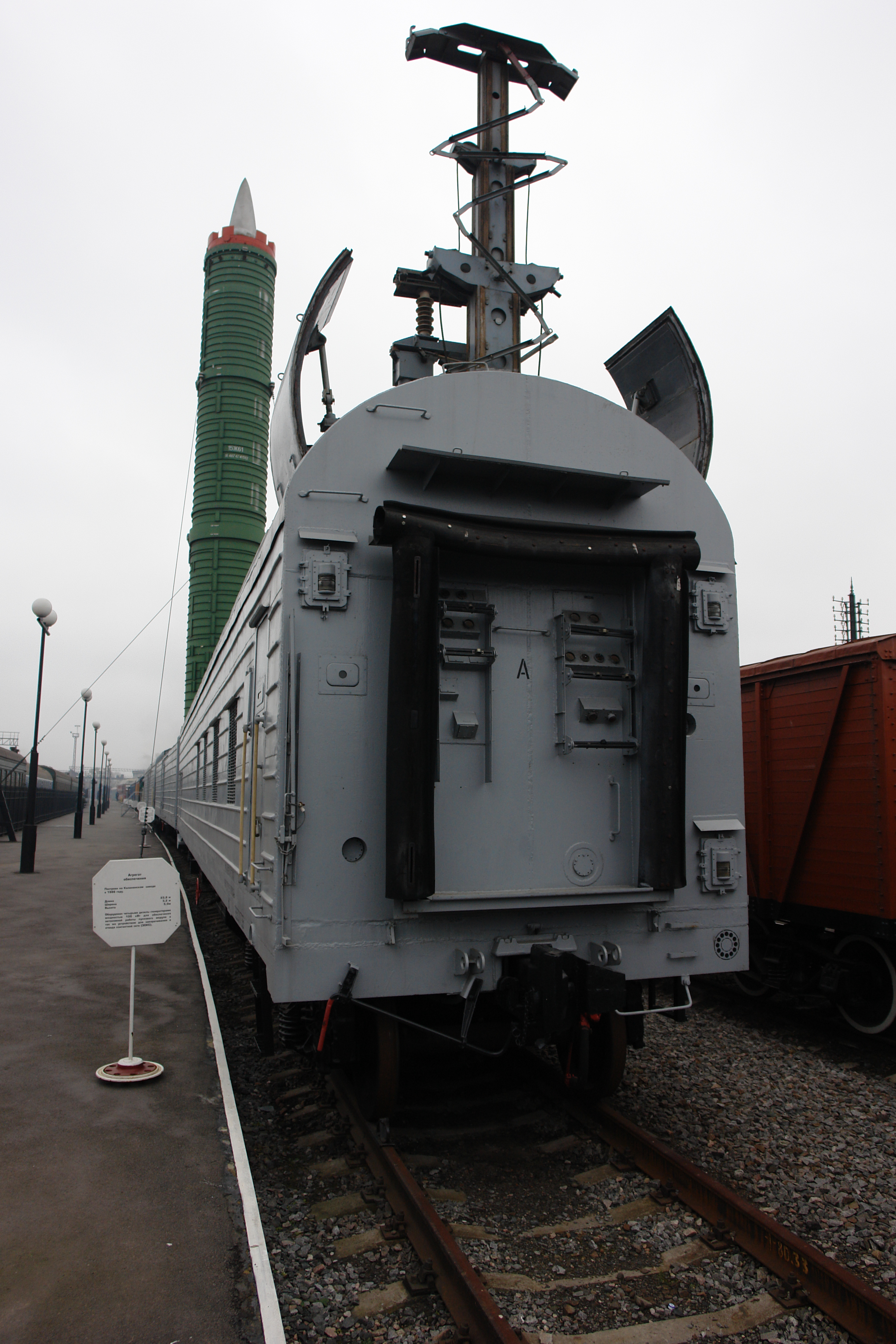
Железнодорожное военное оборудование — устройство закорачивания и отвода контактной сети (ЗОКС)

При коротком замыкании резко и многократно возрастает сила тока, протекающего в цепи, что, согласно закону Джоуля — Ленца, приводит к значительному тепловыделению, и, как следствие, возможно расплавление электрических проводов с последующим возникновением возгорания и распространением пожара.
Короткое замыкание в одном из элементов энергетической системы способно нарушить её функционирование в целом — у других потребителей может снизиться питающее напряжение, что может привести к повреждению устройства; в трёхфазных сетях при коротких замыканиях возникает асимметрия напряжений, нарушающая нормальное электроснабжение. В больших энергосетях короткое замыкание может вызывать тяжёлые системные аварии.
Для защиты от короткого замыкания принимают специальные меры:
1. Ограничивающие ток от короткого замыкания:
  - устанавливают токоограничивающие электрические реакторы;
  - применяют распараллеливание электрических цепей, то есть отключение секционных и шиносоединительных выключателей;
  - используют понижающие трансформаторы с расщеплённой обмоткой низкого напряжения;
  - используют отключающее оборудование — быстродействующие коммутационные аппараты с функцией ограничения тока короткого замыкания — плавкие предохранители и автоматические выключатели[2];
2. Применяют устройства релейной защиты для отключения повреждённых участков цепи